# Sepia papuensis
Sepia papuensis е вид главоного от семейство Sepiidae. Видът не е застрашен от изчезване.

## Разпространение и местообитание
Разпространен е в Австралия (Западна Австралия, Коралови острови, Куинсланд, Нов Южен Уелс и Северна територия), Източен Тимор, Индонезия (Бали, Калимантан, Малуку, Папуа, Сулавеси и Ява), Папуа Нова Гвинея и Филипини.
Среща се на дълбочина от 10,7 до 155 m, при температура на водата от 15,7 до 27,4 °C и соленост 34,2 – 35,5 ‰.